# Pan chapla
El pan chapla (achatado o aplastado, en quechua ayacuchano), también llamado pan chaplas, es un tipo de pan plano de trigo con anís, de consumo diario, típico de la serranía peruana, y especialmente de la gastronomía de la ciudad peruana de Ayacucho.

## Origen
El pan chapla tiene su origen en el pan árabe llamado pita, muy popular en la gastronomía del Mediterráneo y el Oriente Medio.
El trigo llegó al Perú con la conquista europea y en los Andes se adaptó a las nuevas condiciones geográficas y climáticas, pasando a integrarse en la vida de los agricultores locales. Años después de la fundación de Huamanga, en los terrenos de cultivo que la circundaban, los agricultores locales iniciaron un proceso de substitución de la papa y el maíz por el trigo. La producción fue creciendo paulatinamente a fin de constituir una base de materia prima para el desarrollo de molinos, la industria de la molienda de trigo y la panadería.
En documentos del Cabildo de 1734 se informa la existencia de ocho molinos en las riberas del río Huatatas, cerca de la ciudad: Glorieta, Canónigo, Santiago, Huamanhuayro, Santa Clara, Chaca, Don Melchor y el Chucuma. Asimismo informa sobre el nuevo Gremio de Panaderos, con 107 miembros, el más grande de la ciudad. Los primeros indicios de la preparación del pan chapla datan de inicios del periodo republicano (siglo XIX).
Los panaderos huamanguinos producen diversos tipos de pan como el chimango o misti, el pan común, el chaquiche, el puspu, la jallulla, el Huancayo, el pan de yuca, el pan francés, la tantawawa, la lata canca, las tortas, semitas y el pan chapla.

## Descripción
El pan chapla es un tipo de pan plano elaborado a base de harina de trigo sin refinar. La masa se caracteriza por no estar elaborada con masa madre y emplear poco cunchu, un tipo de levadura proveniente de la fermentación del maíz luego de la elaboración de la chicha de jora. Se realiza la masa y se hornea o tuesta minutos después para que no tenga ningún tipo de levado. 
En la elaboración del pan, bajo la supervisión del Tanta camayoq (maestro panadero, en quechua), interviene un grupo de artesanos especializados que son identificados por las fases de la preparación, en quechua:
- Astaq: el que traslada la harina al torno.
- Suysuq: el que cierne la harina.
- Chapuq: el que mezcla la harina con agua y la dirige al horno.
- Qaquq y wischuq: el que amasa y coloca la masa en el tablero.
- Chiptiq: el que separa los bollos de la masa.
- Puñuchiq (dormir, en quechua): el que ordena las piezas en el mostrador para su fermentación.
- Pallaq: el que coloca las piezas crudas sobre las tablas para llevarlas al horno.
- Churaq: el que coloca los panes crudos en la pala para finalmente llevarlas al horno.